# Роши
Роши (老師) (на пинин: Lǎoshī, санскрит ṛṣi) е японска почетна титла използвана в дзенбудизма, която буквално означава „стар учител“ или „по-възрастен майстор“ и обикновено с нея се обозначава човек, който дава духовни наставления в дзен сангхата. Отвъд буквалното значение, титлата няма нищо общо с реалната възраст на индивида, който я получава и се използва, за да покаже уважение и дълбока почит.
Повечето дзен общности в САЩ използват тази титла като синоним на титлата дзен учител.